# Digitalis
Las digitales 
(Digitalis spp.) o dedaleras son un género de una veintena de especies de hierbas y arbustos, de la familia de las escrofulariáceas, nativas de Europa, Asia Menor y África del norte.
Producen flores de corola tubular, y colores variados según especies y variedades; la más conocida de las especies de Digitalis es la Digitalis purpurea, de la que se extrae la digitalina, un glucósido de potente acción cardiotónica. D. purpurea y otras especies de Digitalis son fuertemente tóxicas, pero se utilizan más o menos ampliamente como ornamentales en jardinería.
Existe también la especie Digitalis mertonensis, un híbrido de la D. grandiflora y la D. purpurea. Es perenne, resistente al frío, de 1 m de altura y florece en verano con flores de color salmón a rosado. Las hojas son rosetas ovales y vellosas.

## Especies seleccionadas
- Digitalis canariensis
- Digitalis ciliata
- Digitalis davisiana
- Digitalis dubia
- Digitalis ferruginea
- Digitalis grandiflora
- Digitalis laevigata
- Digitalis lanata
- Digitalis lutea
- Digitalis mariana
- Digitalis obscura
- Digitalis parviflora
- Digitalis purpurea
- Digitalis thapsi
- Digitalis viridiflora

## Nombres comunes
| - Dansk: Fingerbøl-slægten · - Deutsch: Fingerhüte · - English: Foxgloves · - Español: Dedaleras · - Esperanto: Digitalo · - Français : Digitale · - Hornjoserbsce: Naporst · - Italiano: Digitale · - Lietuvių: Rusmenė · | - Nederlands: Vingerhoedskruid · - 日本語: ジギタリス · - Norsk (bokmål): Revebjelle · - Polski: Naparstnica · - Română: Degeţel · - Русский: Наперстянка пурпурная · - Suomi: digoksiini · - Svenska: Fingerborgsblomma · - Türkçe: Yüksük otu · |